# Lunds universitets bibliotek
Lunds universitets bibliotek, LUB, är ett nätverk bestående av ett 30-tal fakultets-, institutions- och centrumbibliotek i Lund, Malmö och Helsingborg. Lunds universitet har ett av Sveriges äldsta och största forskningsbibliotek.
Nätverkets främsta uppgift är att stödja universitetets forskning och utbildning genom god tillgång till information. Biblioteken har en central roll för spridning, bevarande och effektiv hantering av information. Studenter, lärare och forskare erbjuds anpassade biblioteks- och informationstjänster nära sin verksamhet.
Inom LUB finns ett stort antal elektroniska källor: mer än 20000 elektroniska tidskrifter, 500 databaser, 20000 e-böcker, lexikon och encyklopedier. De elektroniska resurserna är samlade i ett egenutvecklat system, Elin@Lund.
Universitetsbiblioteket är ett specialbibliotek i LUB. UB grundades 1666, samtidigt med universitetet, och har stora samlingar som spänner över 2000 år och täcker i stort sett alla språk och ämnesområden.
Lunds universitets bibliotek har en aktiv och ledande roll i att finna nya vägar för vetenskaplig publicering, särskilt inom rörelsen för Open Access. Internationellt och nationellt ligger Lunds universitet i framkant med att ge fri tillgång till vetenskaplig information på webben. LUB utvecklar olika tjänster för elektronisk publicering av universitetets forskning och studenternas examensarbeten. Forskare vid Lunds universitet rekommenderas att om möjligt publicera sig i tidskrifter som är fritt tillgängliga för läsaren.